# Amanda Hearst

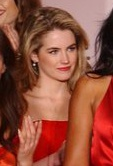
Amanda Hearst im Jahr 2004

Amanda Randolph Hearst (* 5. Januar 1984) ist eine US-amerikanische Managerin, Erbin der Hearst Corporation und Model. Sie ist mitwirkende Redakteurin der Marie Claire, die ebenfalls zur Hearst Corporation gehört. Sie gründete wegen Misshandlungen in Hundezuchtprogrammen die Tierschutzorganisation Friends of Finn. Sie war Co-Vorsitzende der Naturschutzorganisation Riverkeeper's.

## Privatleben
Als Kind von Anne Hearst ist sie die Nichte von Patty Hearst und Urenkelin des Verlegers William Randolph Hearst. Sie ist die Stieftochter von Schriftsteller Jay McInerney und Cousine von Lydia Hearst-Shaw.
Hearst besuchte die Chapin School in New York City und anschließend das Internat Choate Rosemary Hall. Nach einem Jahr am Boston College zog sie nach London und dort begann sie, als Model zu arbeiten. An der Fordham University graduierte sie 2008 mit einem Bachelor in Art History.

## Modellaufbahn
Als ehemaliges IMG-Model ist Hearst auf der Titelseite u. a. von Ausgaben der Town & Country, International Harper’s Bazaar, Cosmopolitan und Vanity Fair erschienen.